# Universidade de Mogi das Cruzes
A Universidade de Mogi das Cruzes (UMC) é uma instituição de ensino superior particular no Brasil. Está localizada em Mogi das Cruzes, no Estado de São Paulo. Foi fundada em 1964 e ministra cursos de graduação e pós-graduação em 2 campi, em Mogi das Cruzes e no bairro da Vila Leopoldina, no campus Villa-Lobos/Lapa.

## História
Em 10 de março de 1962 o professor e padre jesuíta Manoel Bezerra de Melo foi transferido pela sua ordem do Rio de Janeiro para Mogi das Cruzes. Ali fundou em 28 de maio de 1962 uma escola de ensino fundamental chamada Organização Mogiana de Educação e Cultura. No ano seguinte, Melo passou a integrar a Secretaria de Educação e Cultura do Estado de São Paulo, sendo nomeado diretor da Divisão de Relações Públicas da secretaria. Com influência crescente na região de Mogi das Cruzes, padre Melo solicitou autorização ao Ministério da Educação para implantar uma faculdade de Filosofia, Ciências e Letras na cidade. Após a análise documental, o conselheiro Newton Sucupira (do Conselho Federal de Educação) autorizou em dezembro de 1963 a abertura da Faculdade de Filosofia, Letras e Ciências de Mogi das Cruzes.
Com o Golpe de Estado no Brasil em 1964, a Faculdade sofreu atrasos em sua implantação. O padre Melo passou a buscar apoio do presidente da Assembléia Legislativa de São Paulo, deputado Francisco Franco, e -posteriormente- de membros da Arena (partido governamental) para acelerar os trâmites. Após uma visita do presidente Castello Branco a Mogi, padre Melo conseguiu reunir-se com o mesmo e obteve autorização para os primeiros cursos:
- Licenciatura em Letras (12 de abril de 1965)
- Filosofia

A partir de 1966, com a filiação de padre Melo na Arena e sua eleição para deputado federal por São Paulo, são autorizados novos cursos:
- Licenciatura/Bacharelado em Ciências Biológicas (1 de março de 1967)
- Engenharia Civil (1 de maio de 1968)
- Bacharelado em Ciências Contábeis (1 de março de 1969)

Em maio de 1968 o Ministério da Educação passou a investir no aproveitamento de excedentes do vestibular e investiu 100 mil cruzeiros novos na Faculdade de Mogi das Cruzes para recebê-los. Com esses recursos, a Faculdade pôde ampliar seus cursos e receber cada vez mais alunos.